# IPv5
IPv5 es la versión 5 del Protocolo IP (Internet Protocol) definida en 1979 y que no transcendió más allá del ámbito experimental. Nunca llegó a utilizarse como una versión del Protocolo de Internet.
La versión número "5" en la cabecera de IP fue asignada para identificar paquetes que llevaban un protocolo experimental, que no era IP, sino Internet Stream Protocol (ST). ST nunca fue extensamente usado y como la versión número 5 ya estaba asignada, la nueva versión del protocolo IP tuvo que quedarse con el identificador siguiente, el 6 (IPv6). ST está descrito en el RFC 1819.